# G2-фаза
G2-фаза (от англ. gap — промежуток) — последняя из трёх последовательных фаз интерфазной стадии клеточного цикла, постсинтетическая, или премитотическая. Во время этой фазы происходят интенсивные процессы биосинтеза, деление митохондрий и хлоропластов (у растений), увеличение энергетических запасов, начало образования веретена деления. Таким образом, G2-фаза является конечным этапом подготовки клетки к делению.
Клетки не вступают в митоз, если подавить в них синтез белков — даже в конце фазы G2; это свидетельствует о том, что какие-то белки, синтезируемые в этот период, необходимы для клеточного деления. Была выдвинута гипотеза о том, что незадолго до конца G2-фазы активируется растворимая протеинкиназа, и это ведёт к переходу клеток из G2 в митоз. Эта киназа может быть ответственна за фосфорилирование белков ядерной ламины, что, в свою очередь, могло бы быть причиной распада ядерной мембраны, происходящего в М-фазе. Кроме того, киназа, возможно, обеспечивает усиленное фосфорилирование молекул Н1-гистона (до 6 остатков фосфата на молекулу), характерное для митотических хромосом. Поскольку Н1-гистон, присутствующий в количестве одной молекулы на нуклеосому, участвует во взаимной укладке нуклеосом, интенсивное фосфорилирование его перед самым митозом может быть причиной конденсации хромосом.
Между тем, несмотря на конденсацию хромосом, при слиянии митотической клетки с интерфазной новое веретено не образуется. Это означает, что существенные части молекулярного механизма митотического веретена формируются в поздней фазе G2.
Фаза G2, заканчиваясь, переходит в профазу митоза.